# Gutenberg (Petersberg)
Gutenberg ist ein Dorf im Saalekreis in Sachsen-Anhalt (Deutschland). In dem Ort leben 1081 Einwohner (Stand: 2019). Die ehemals selbständige Gemeinde war seit dem 1. Juli 2006 ein Ortsteil der Gemeinde Götschetal. Seit dem 1. Januar 2010 gehört Gutenberg zur Einheitsgemeinde Petersberg.

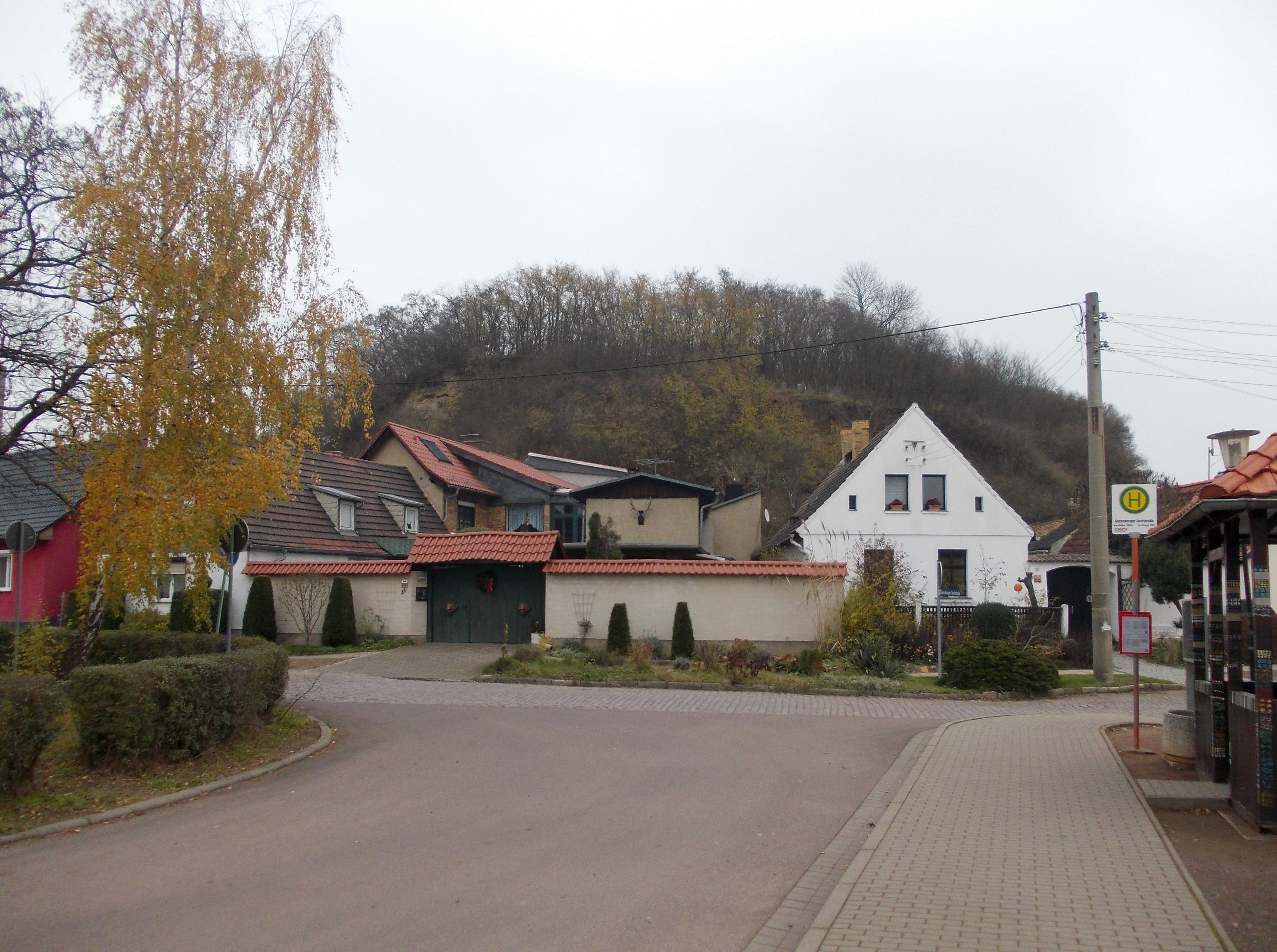
Der Gute Berg (oder Hohe Berg) im Zentrum des Dorfes

## Geografische Lage
Gutenberg liegt vier Kilometer nördlich von Halle (Saale) auf 114 m Seehöhe in einem Seitental der Götsche an der Verbindungsstraße von Halle (Saale) nach Köthen.

## Geschichte
Der ursprüngliche germanische Name der Ansiedlung Godeberg wurde im 7. Jahrhundert von zugewanderten westslawischen, sorbischen Siedlern, als „Guter Berg“ in Dobra gora übersetzt und übertrug sich auch als Name auf den Ort. Sowohl von den frühen germanischen als auch den slawischen Besiedlern wurden u. a. Urnen und Wallreste (Kirchberg) in der Ortslage Gutenberg gefunden. Nach den Orten Neutz und Lettewitz nannten sich die hiesigen Sorben dann Neletici. Sie waren von Anfang an treue Verbündete der Franken.
Die Wallburg auf dem Kirchberg wurde sicher auf Befehl eines fränkischen Königs oder spätestens unter König Heinrich I. angelegt, um die Heerstraße von Halle nach Ostrau und zur Akener Elbefurt zu sichern. Sie wurde mit sorbischen Kriegern besetzt, sofern sie als Wallburg überhaupt eine Besatzung im Frieden hatte. Der tiefe und lange Hohlweg südlich des Ortes, der sich durch die Fuhrwerke beim Anstieg auf die Seebener Berge gebildet hatte, zeigt diese alte Heer- und Handelsstraße noch heute an. Der Ort und die Umgebung befanden sich in Königsbesitz, bis König Otto I. im Jahr 952 Thobragora mit dem Grafen Billing gegen anderen Besitz tauschte. Dieser Tausch wurde jedoch im Jahr 966 rückgängig gemacht und am 23. Oktober 966 wurde Dobrogora mit östlich davon liegenden Gütern (Niemberg, Brachstedt und Oppin) von Otto I. dem Kloster St. Moritz in Magdeburg übertragen, aus welchem zwei Jahre später das Erzstift gebildet wurde. Nach Kaiser Ottos I. Tod 973 bestätigte König Otto II. noch einmal die Schenkung. Dabei wurde Dobragora neben Giebichenstein und Radewell als civitas bezeichnet, was damals einen Burgwardsort meinte. Somit sind Wallburg und Mittelpunktsfunktion im Burgwardsbezirk für Gutenberg eindeutig bestätigt.
Für das 13. und 14. Jahrhundert finden zeitweilig jene von Gutenberg Erwähnung, deren Wohnsitz u. U. eine nicht mehr existente Wasserburg am Schlossberg war. Nach dem Aussterben derer von Gutenburg wechselten die Güter mehrmals den Besitzer, 1467 wurde z. B. die Familie von Hacke mit Besitz in Gutenberg belehnt. Gutenberg gehörte zum Amt Giebichenstein im Saalkreis des Erzstifts Magdeburg. Mit dessen Angliederung an Preußen gehörte der Ort ab 1680 zum brandenburg-preußischen Herzogtum Magdeburg.
Im 17. Jahrhundert trat die Pest erstmals in Gutenberg auf, zwischen Februar und Dezember 1611 starben 162 Menschen, ungefähr die Hälfte der damaligen Bevölkerung. Auch für 1626 und letztmals 1636 sind 68 bzw. 61 Pestopfer belegt. Im Dreißigjährigen Krieg litt der Ort wiederholt unter Einquartierungen und Verwüstungen. Im Jahre 1759 wurde das Dorf im Verlauf des Siebenjährigen Kriegs von österreichischen und württembergischen Truppen geplündert. Zudem wurde Gutenberg eine hohe Kontribution auferlegt.
Mit dem Frieden von Tilsit wurde Gutenberg im Jahr 1807 dem Königreich Westphalen angegliedert und dem Distrikt Halle im Departement der Saale zugeordnet. Es gehörte zum Kanton Neumarkt. Nach der Niederlage Napoleons und dem Ende des Königreichs Westphalen befreiten die verbündeten Gegner Napoleons Anfang Oktober 1813 den Saalkreis. Bei der politischen Neuordnung nach dem Wiener Kongress 1815 wurde Gutenberg 1816 dem Regierungsbezirk Merseburg der preußischen Provinz Sachsen angeschlossen und dem Saalkreis zugeordnet.

## Politik

### Bürgermeister
Letzter ehrenamtlicher Bürgermeister war der parteilose Hans Hauke (14. September 2003 – 30. Juni 2006).

### Wappen der ehemaligen Gemeinde
Blasonierung: „In Silber eine von je einem steigenden grünen Platanenblatt beseitete birnenförmige grüne Spitze, vom unteren Schildrand aus belegt mit einem schwarz strukturierten silbernen Feldsteinturm mit Satteldach und eckigem spitzen Türmchen sowie zwei schwarzen Doppelbogen-Fenstern nebeneinander über zwei kleineren rechteckigen schwarzen Fenstern untereinander.“
Die Farben der Gemeinde waren – abgeleitet vom Wappen – Grün – Silber (Weiß).

### Flagge
Die Gemeinde Gutenberg führte eine Flagge: Grün-Silber (Weiß) gestreift (Hissflagge: Streifen senkrecht, Querflagge Streifen waagerecht verlaufend) mit dem aufgelegten Wappen der Gemeinde.

## Kultur und Sehenswürdigkeiten

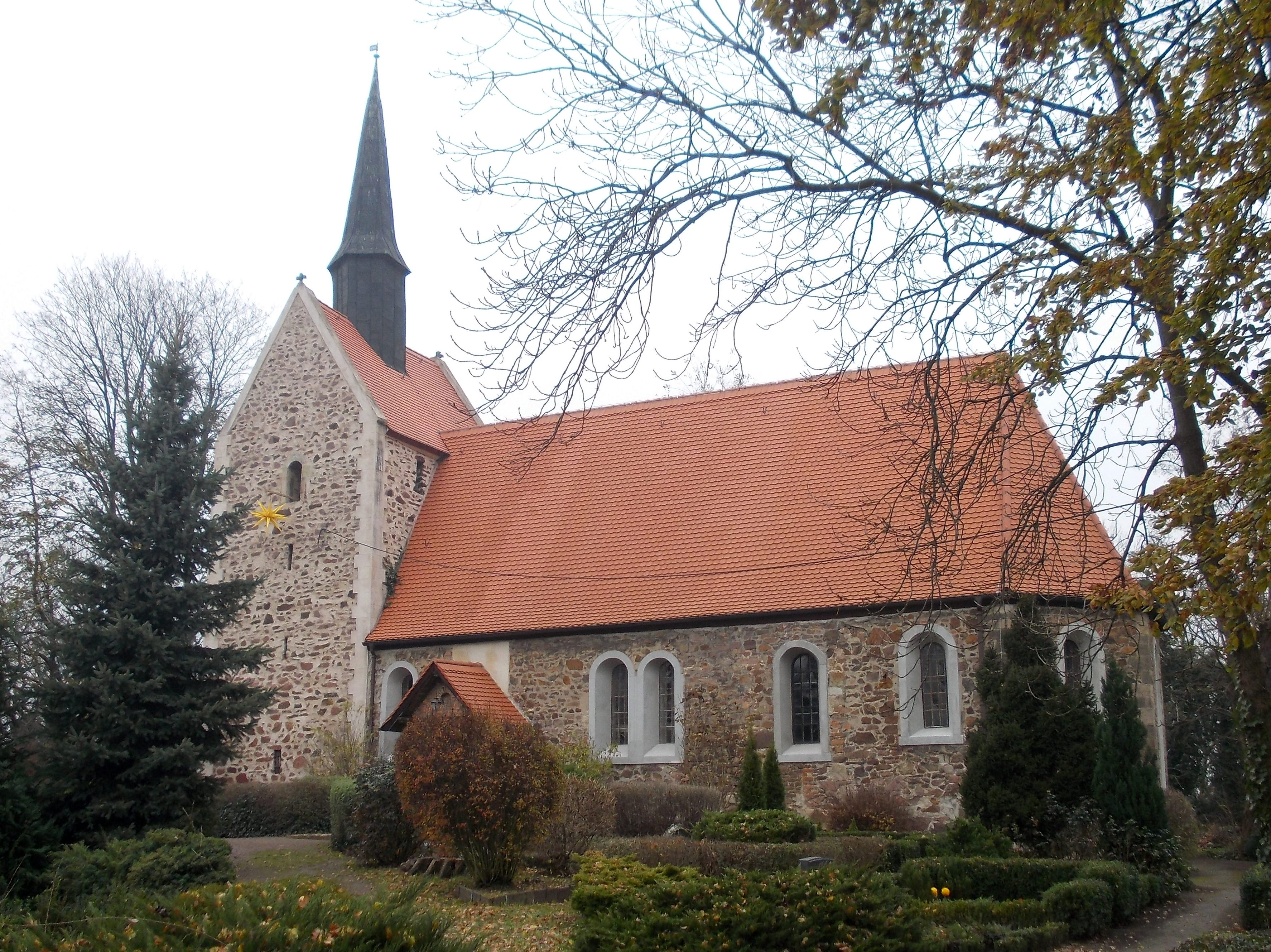
Kirche St. Nicolai

### Bauwerke
Die Gutenberger Kirche wurde im frühgotischen Baustil auf einem Berg erbaut, der sich 25 m über die Talsohle erhebt. Die Kirche stammt aus der zweiten Hälfte des 13. Jahrhunderts und weist eine Innentür mit schmiedeeisernen Beschlägen aus dem Jahr 1769 auf.
Am Schulgebäude in der Sennewitzer Straße 6 befindet sich das denkmalgeschützte Relief Aus dem Leben Friedrich Engels. Weitere Kulturdenkmale des Orts sind im örtlichen Denkmalverzeichnis eingetragen.